# Hondstong (dier)
De hondstong, aalbot of het witje (Glyptocephalus cynoglossus) is een straalvinnige vis uit de familie van de schollen (Pleuronectidae) en de orde van de platvissen (Pleuronectiformes), die voorkomt in het noordwesten en het noordoosten van de Atlantische Oceaan.

## Beschrijving
De hondstong kan maximaal 60 centimeter lang en 2500 gram zwaar worden. De hoogst geregistreerde leeftijd is 25 jaar. De kop is min of meer recht. De mond zit aan de bovenkant van de kop.
De vis heeft één rugvin met 95-120 vinstralen en één aarsvin met 85-102 vinstralen.

## Leefwijze
De hondstong is een zoutwatervis die voorkomt in gematigde wateren met een zachte ondergrond op een diepte van 45 tot 1460 meter.
Het dieet van de vis bestaat hoofdzakelijk uit macrofauna en vis.

## Relatie tot de mens
De hondstong is voor de visserij van aanzienlijk commercieel belang. De soort staat niet op de Rode Lijst van de IUCN.